# Schlesischer Adler (Wappentier)
Als Schlesischer Adler werden in der Heraldik die Wappentiere Schlesiens bezeichnet. Dabei unterscheidet man zwischen zwei unterschiedlichen Darstellungen für Niederschlesien und Oberschlesien.

## Niederschlesischer Adler
Der niederschlesische Adler ist schwarz und wird meist mit goldener Bewehrung, roter ausgeschlagener Zunge und rotem Schnabel auf goldenem Schild stehend dargestellt. Sein besonderes Erkennungszeichen ist der silberne Brustmond mit einem mittig hochgezogenen silbernen Kreuz, das kleeblattendig geformt ist. In einigen Varianten wird er bekrönt dargestellt.
Ursprünglich geht der niederschlesische Adler auf das Wappen des polnischen Princeps und zugleich piastischen Herzogs von Schlesien, Heinrich II. des Frommen, zurück. In der Folge trugen weitere Herzöge Schlesiens dieses Wappen. Übernommen wurde es zunächst auch für die niederschlesischen Teilfürstentümer und ist weiterhin Symbol Tschechisch-Schlesiens. Dagegen wurde in Oberschlesien seit dem 14. Jahrhundert eine andere Farbgebung verwendet.
Die teilweise Bekrönung des niederschlesischen Adlers fand ab 1817 Anwendung. In Preußisch-Schlesien wurde sie ab 1864 in Form einer Herzogskrone dargestellt. Ab 1890 wurde dem niederschlesischen Adler der Kurfürstenhut aufgesetzt. Nach 1918 entfiel die Bekrönung.
Heute ist der niederschlesische Adler, neben der Verwendung für die polnische Woiwodschaft Niederschlesien, auch als Teil des Staatswappens Tschechiens, der Wappen des mährisch-schlesischen Landes in Tschechien und des Landkreises Görlitz in Deutschland, sowie in zahlreichen Stadtwappen Deutschlands, Polens und Tschechiens zu finden.

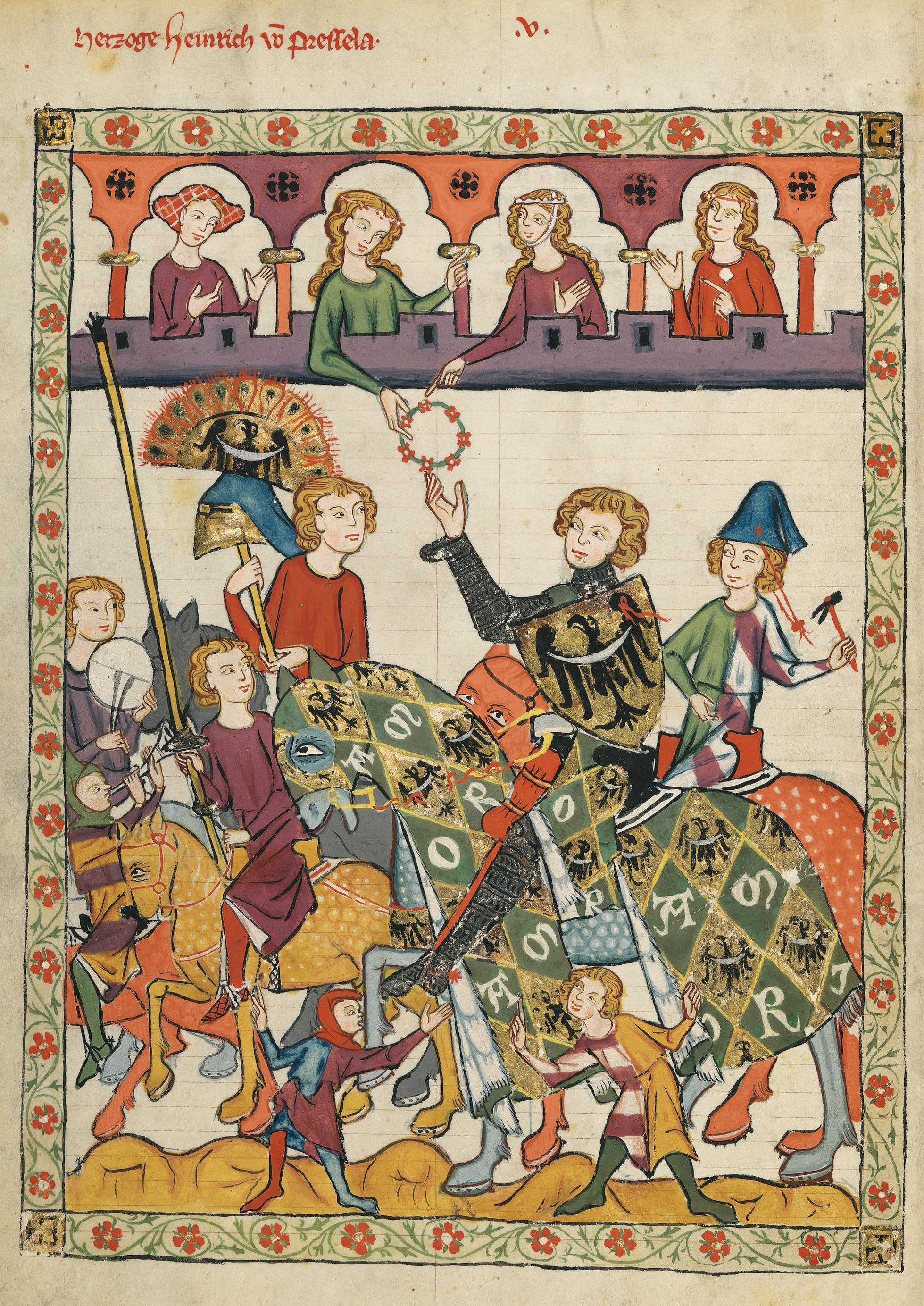
Wappen Herzogs Heinrich von Breslau im Codex Manesse aus dem 14. Jahrhundert
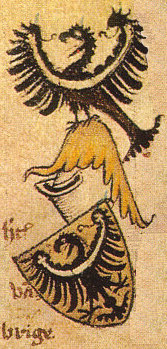
Wappen der schlesischen Herzöge von Brieg um 1370
Wappen der schlesischen Herzöge von Sagan um 1500
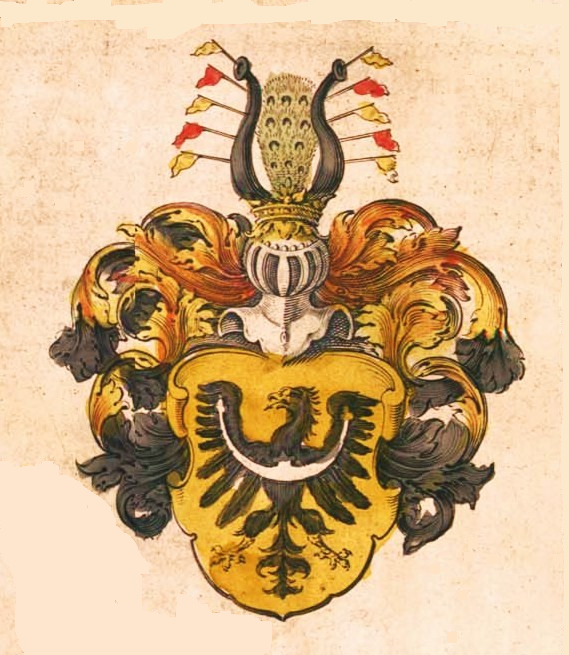
Darstellung in einer Karte des Herzogtums Schlesien von 1645
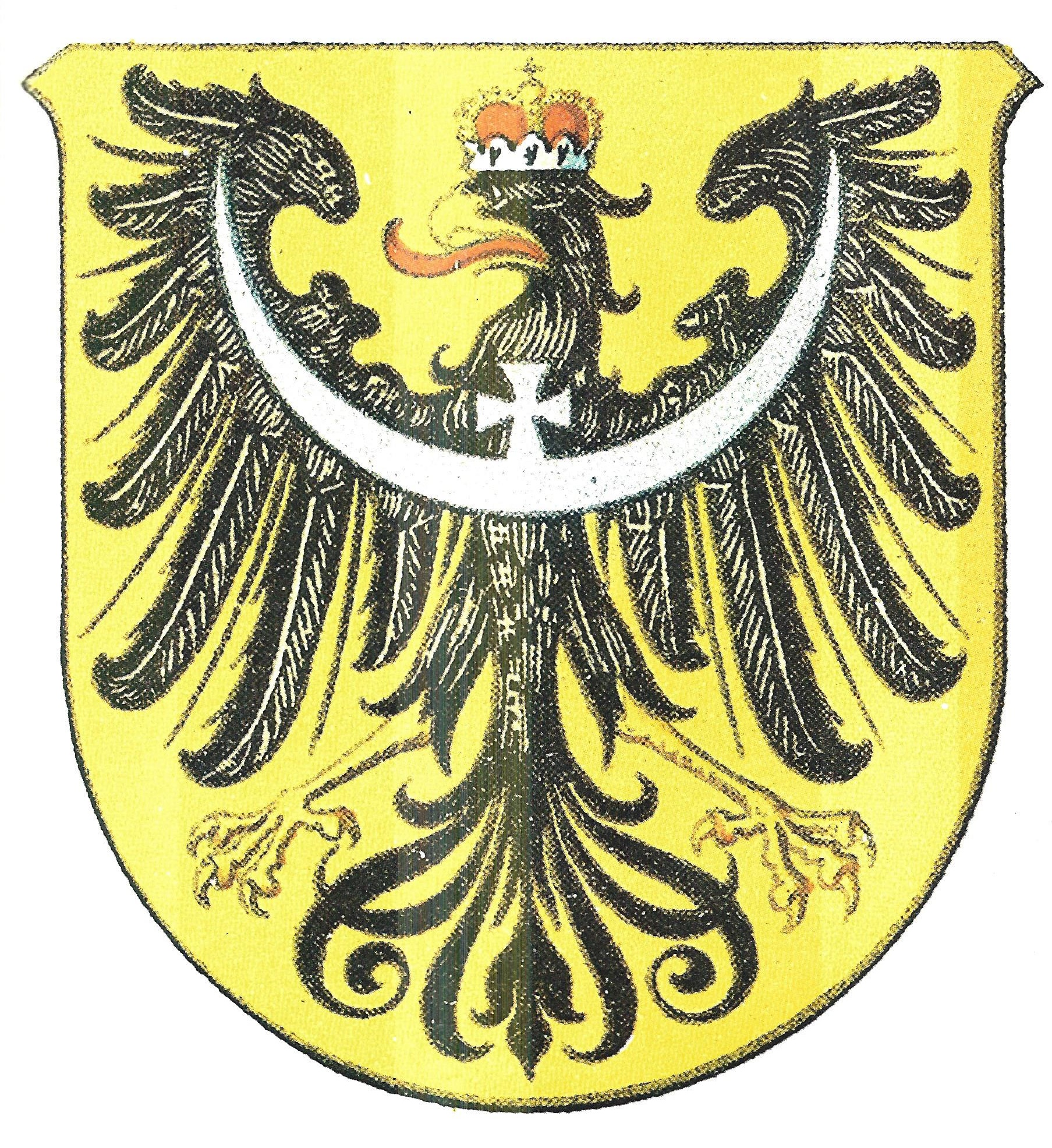
Wappen der preußischen Provinz Schlesien von 1815 bis 1919
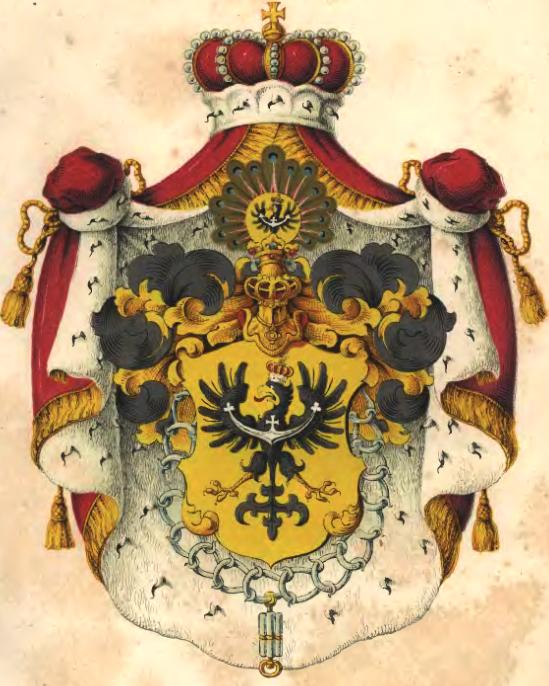
Wappen der preußischen Provinz Schlesien mit Rüdenband von 1842
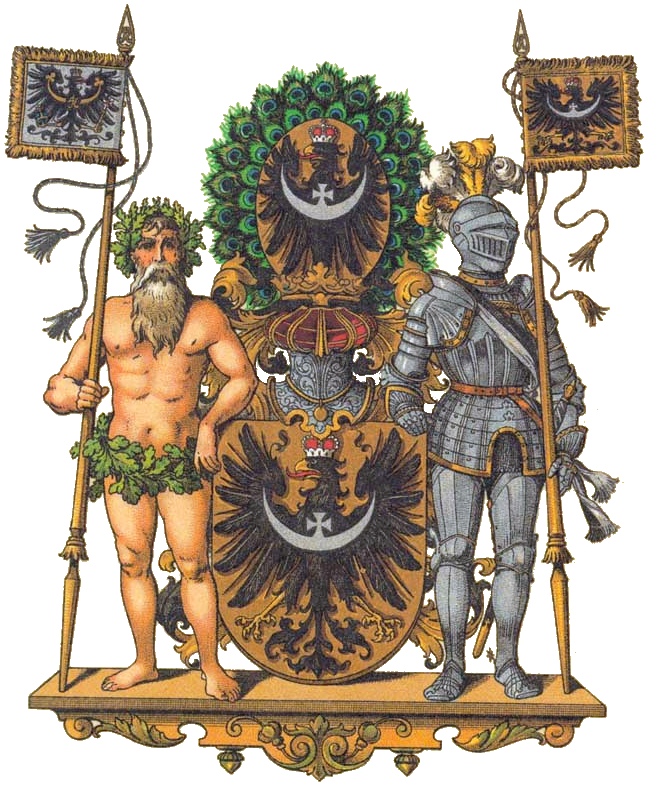
Wappen der preußischen Provinz Schlesien um 1880
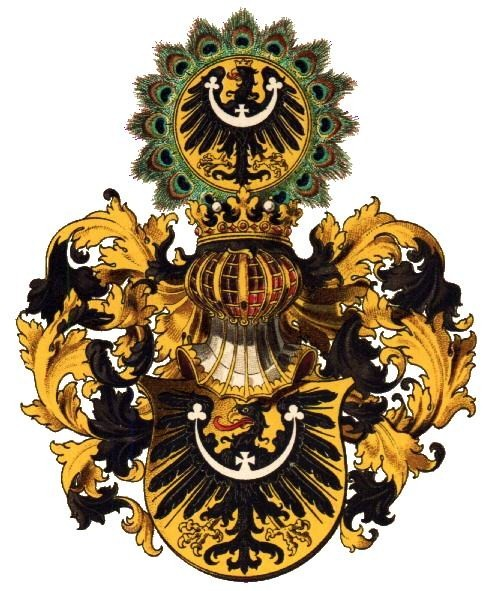
Wappen Niederschlesiens in der österreichisch-ungarischen Wappenrolle von Hugo Ströhl von 1890
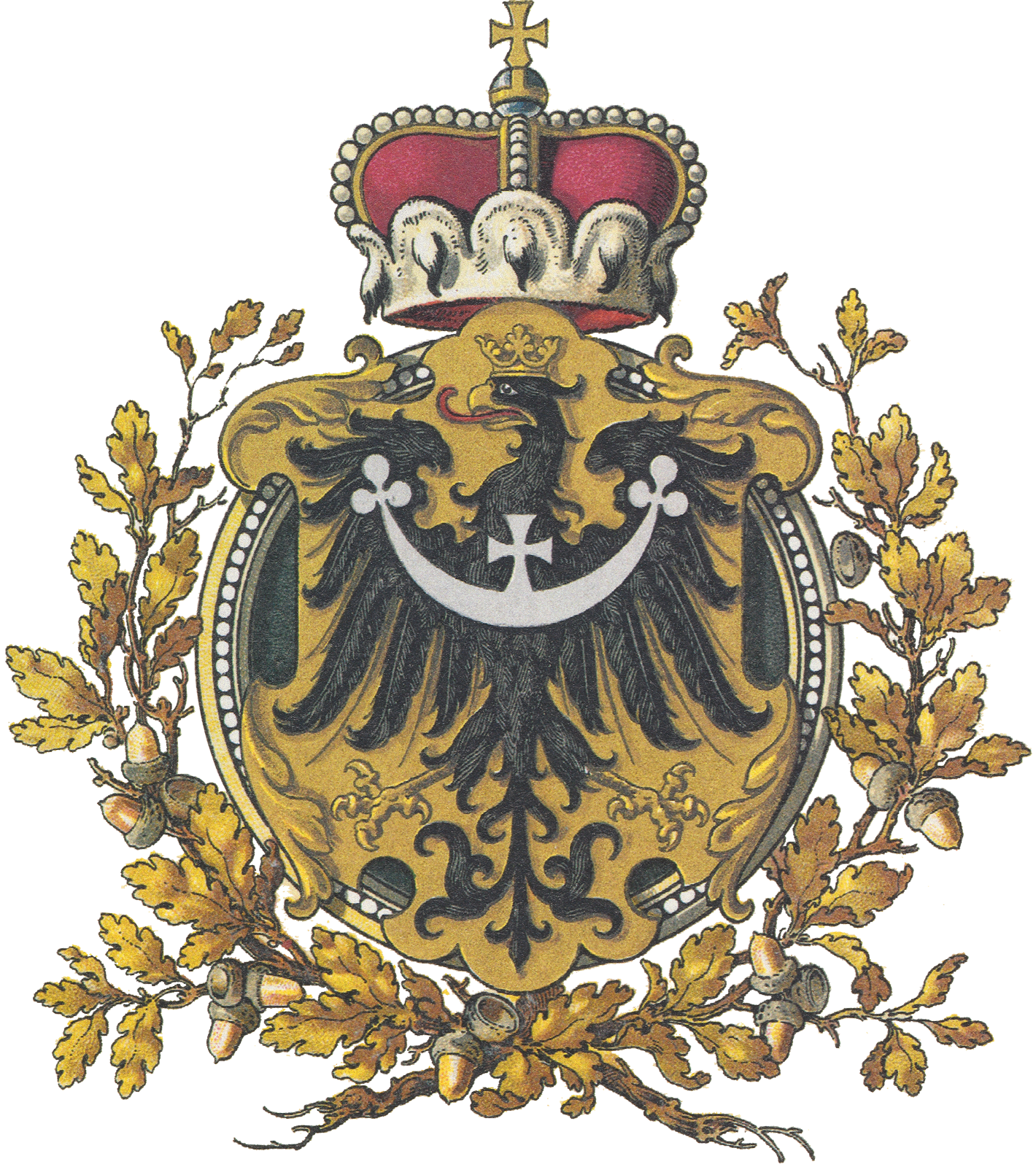
Wappen des Herzogtums Ober- und Niederschlesien als Kronland Österreichisch-Schlesien um 1890
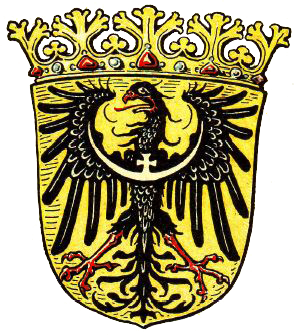
Wappen der preußischen Provinz Niederschlesien von 1918 bis 1933
Wappen Tschechisch-Schlesiens seit 1918
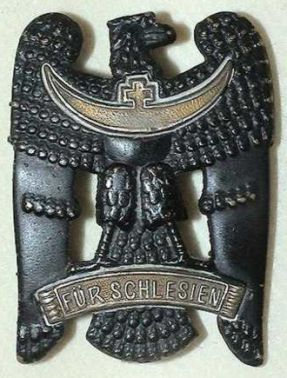
Das Schlesische Bewährungsabzeichen ab 1919
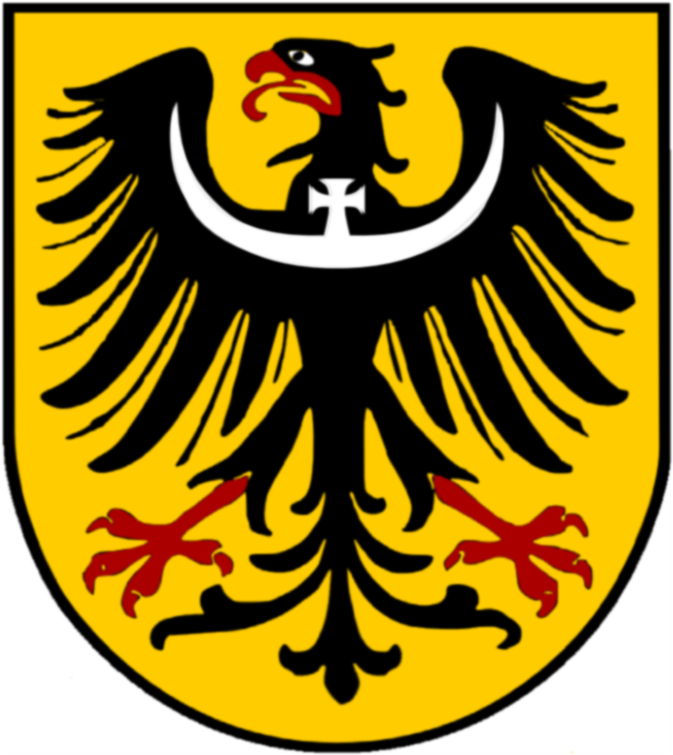
Teilwappen der deutschen Landsmannschaft Schlesien seit 1950
Wappen der polnischen Woiwodschaft Niederschlesien seit 1999
Wappen Breslaus in der Darstellung seit 1530
Wappen des tschechischen mährisch-schlesischen Landes seit 2001
Wappen des tschechischen Olmützer Landes seit 2000
Staatswappen Tschechiens in der Darstellung seit 1993
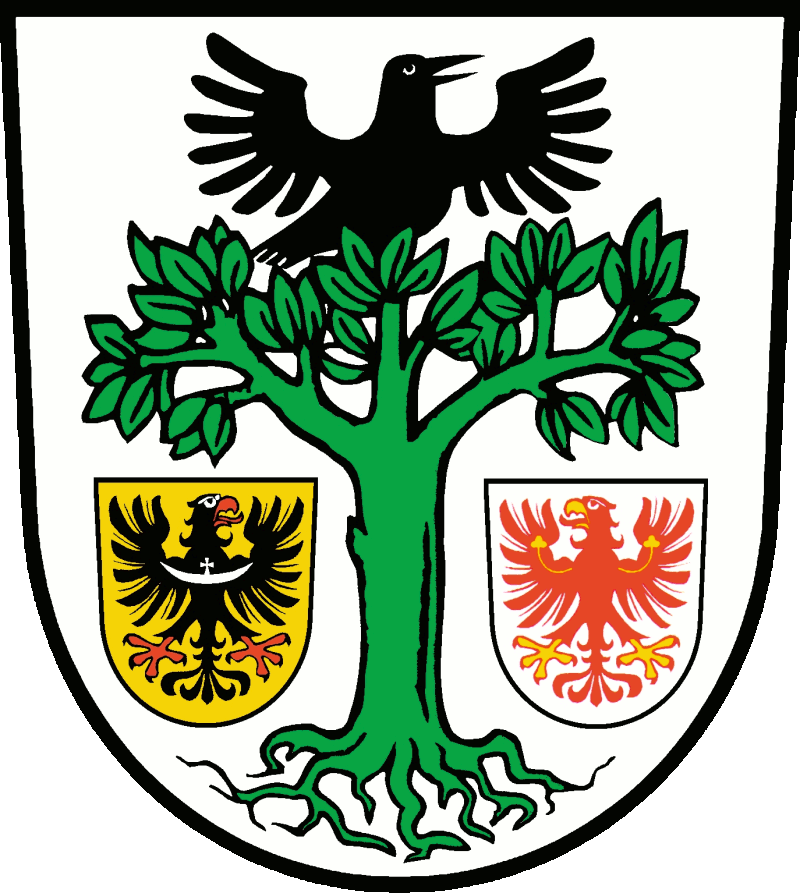
Wappen der Stadt Fürstenwalde/Spree mit märkischem Adler, jeweils in Schildchen – seit 1998
Wappen des deutschen Landkreises Görlitz seit 2008
Wappen von Nowa Sól seit dem 14. Jahrhundert
Wappen von Lubin seit 1996
Wappen Liechtensteins seit 1957

## Oberschlesischer Adler
Der oberschlesische Adler ist golden und wird mit goldener Bewehrung sowie selten mit roter ausgeschlagener Zunge auf blauem Schild stehend dargestellt. In einigen Varianten ist er geteilt und über einem goldenen Sensenblatt mit nach links gewandter Spitze und abwärts gekehrter Schneide dargestellt. Hinzu kommen im Schildfuß gekreuzt goldene Hämmer sowie eine goldene Laubkrone, teilweise besetzt mit Edelsteinen.
Der oberschlesische Adler geht vermutlich auf das Wappen des böhmischen Lehnsherrn Wladislaus II. von Oppeln und das 1180 gebildete Herzogtum Oppeln zurück. In seiner eigenen Farbgebung ist das Wappen seit dem 14. Jahrhundert nachweisbar. Seit dem 15. Jahrhundert wird der Adler bekrönt dargestellt. Die geteilte und mit Sensenblatt versehene Variante des Wappens wurde 1926 für die preußische Provinz Oberschlesien angenommen. Das darin abgebildete Sensenblatt symbolisiert die im Westen Oberschlesiens vorherrschende Landwirtschaft, die gekreuzten Hämmer wiederum den im Osten Oberschlesiens vorherrschenden Bergbau. Der halbierte Adler ist eine Anspielung auf die Teilung Oberschlesiens 1922 in Folge der Aufstände in Oberschlesien. Am 29. Juni 1942 wurde durch Runderlaß des Reichsministers des Innern der etwas vergrößert wiedererrichteten Provinz Oberschlesien ein neues Wappen verliehen. Es zeigte den oberschlesischen Adler im blauen Feld, aber belegt mit einem silbernen Herzschild, darin gekreuzte schwarze Hammer und Schlägel an roten Stielen.
Heute ist der oberschlesische Adler, neben der unbekrönten Variante für die polnische Woiwodschaft Schlesien und der wiederum bekrönten Variante für die polnische Woiwodschaft Oppeln, auch Teil der Wappen des mährisch-schlesischen Landes in Tschechien sowie in zahlreichen Stadtwappen Polens und Tschechiens zu finden.

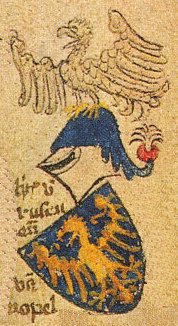
Wappen Herzogs Wladislaus II. von Oppeln von 1370 bis 1395
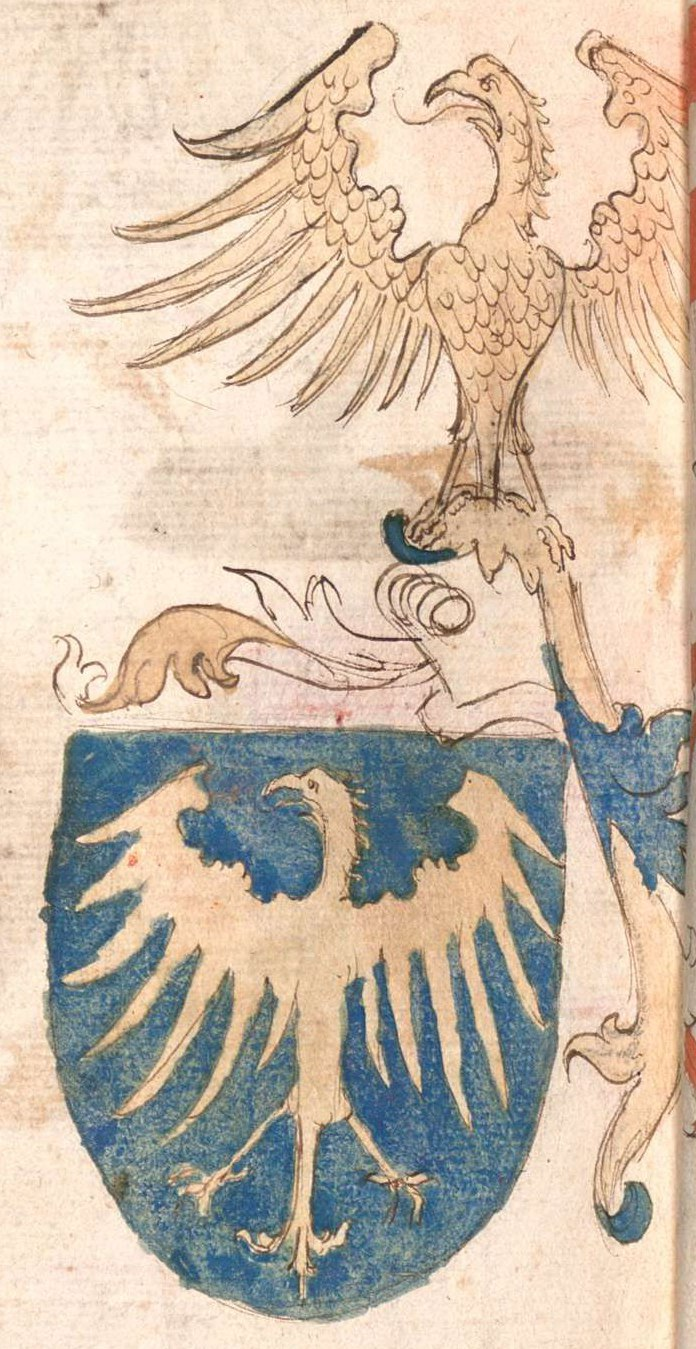
Wappen der schlesischen Herzöge von Teschen von 1475 bis 1500
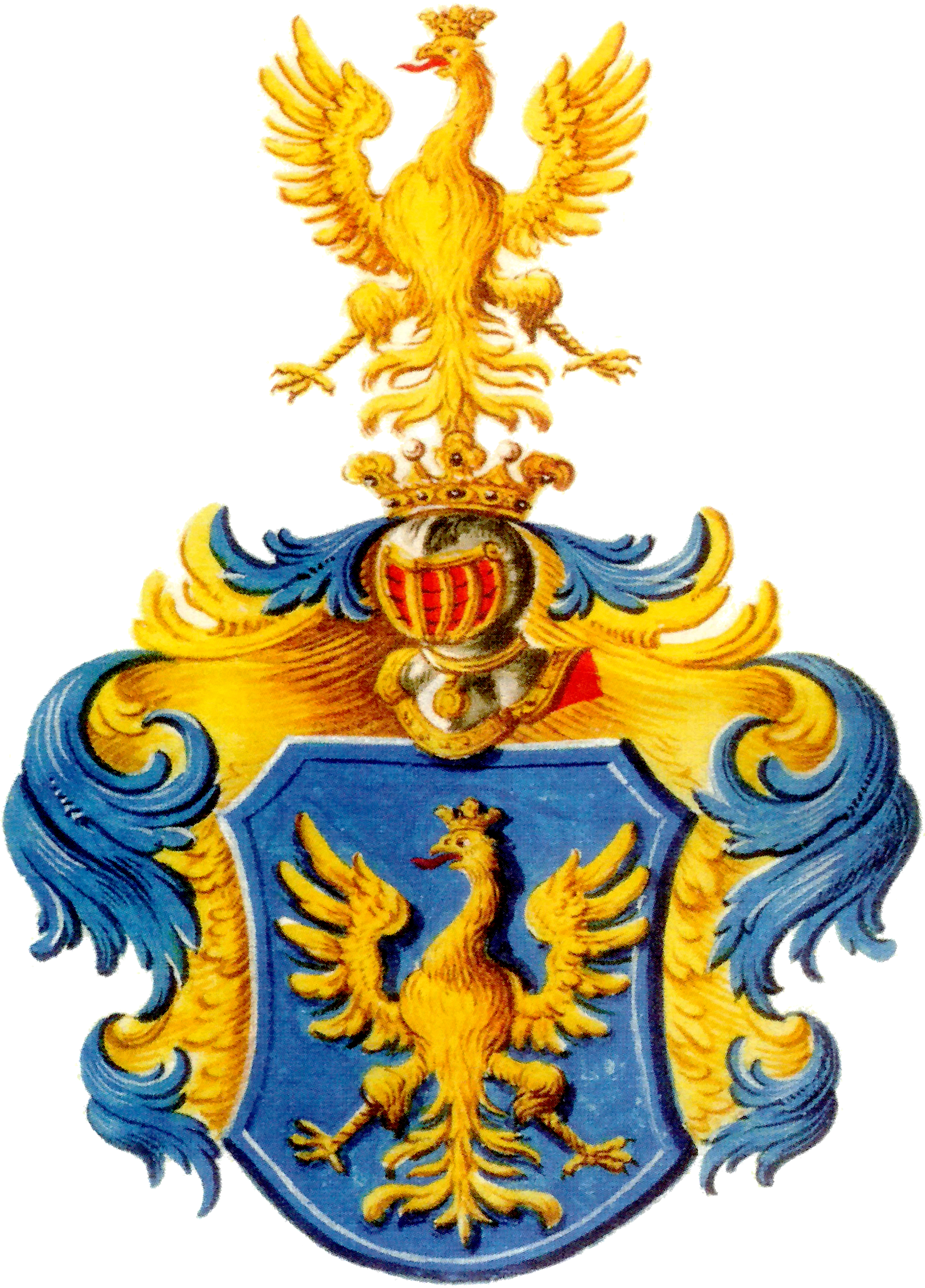
Wappen der schlesischen Herzöge von Teschen ab dem 18. Jahrhundert
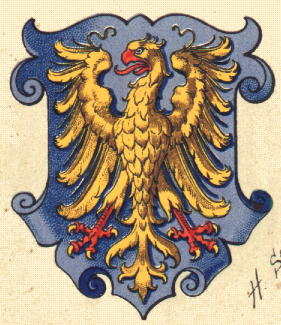
Wappen des Herzogtums Teschen im 19. Jahrhundert
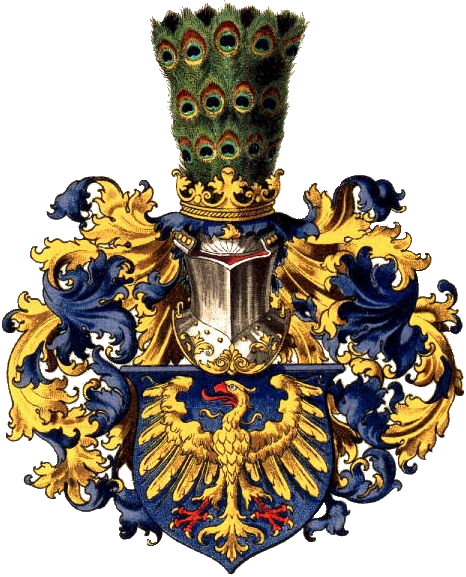
Wappen Oberschlesiens in der österreichisch-ungarischen Wappenrolle von Hugo Ströhl von 1890
Wappen der preußischen Provinz Oberschlesien von 1919 bis 1938, erst 1926 verliehen und von Otto Hupp entworfen
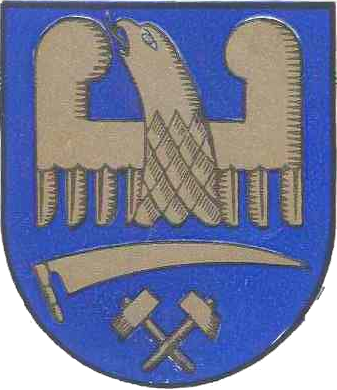
Wappen der preußischen Provinz Oberschlesien von 1919 bis 1938
Teilwappen der deutschen Landsmannschaft Schlesien seit 1950
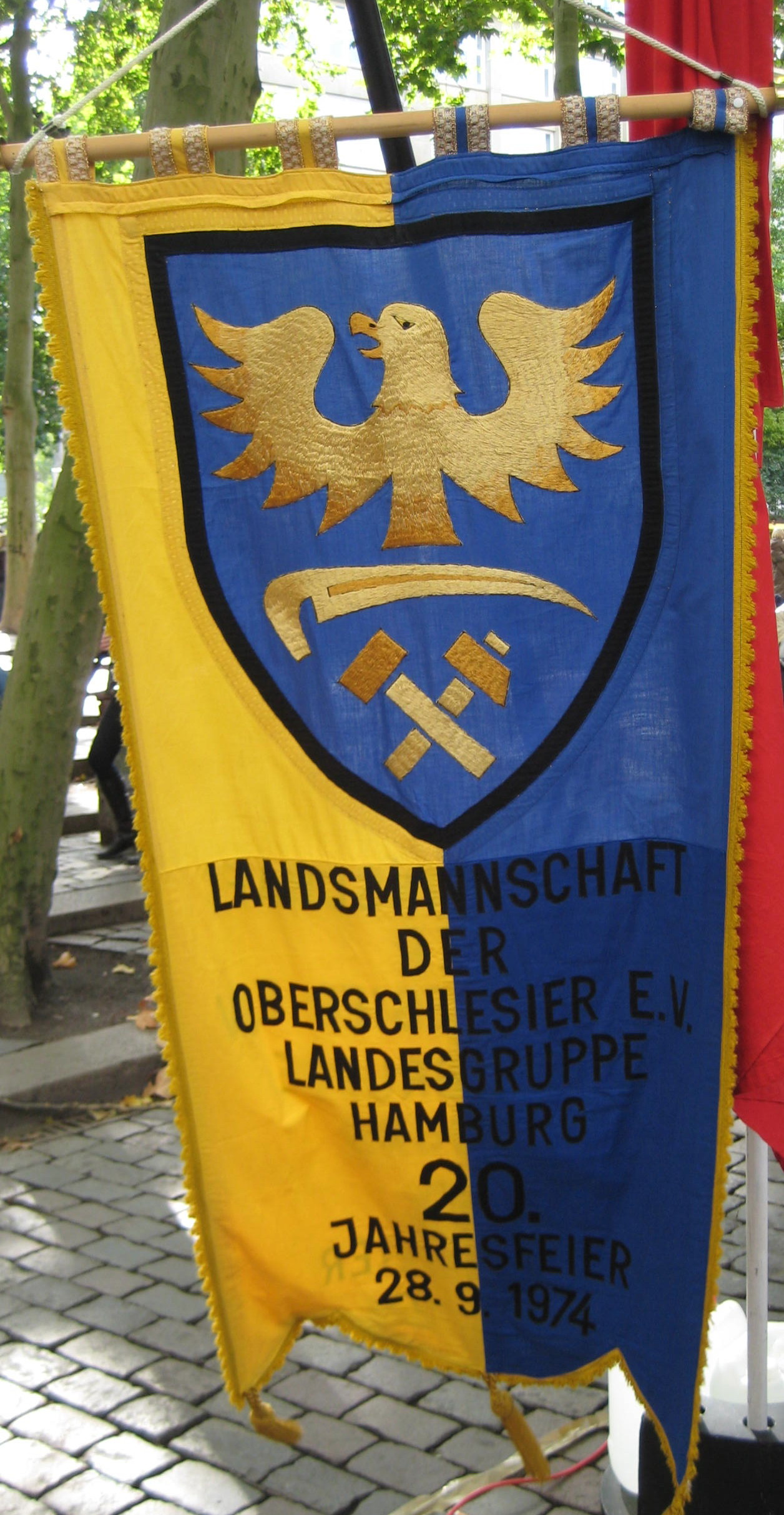
Fahne der deutschen Landsmannschaft der Oberschlesier von 1974
Wappen der polnischen Woiwodschaft Schlesien von 1920 bis 1939
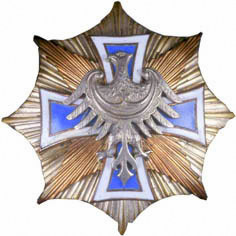
Oberschlesischer Sternorden der Republik Polen ab 1925
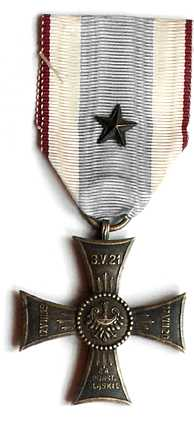
Oberschlesischer Kreuzorden der Republik Polen ab 1921
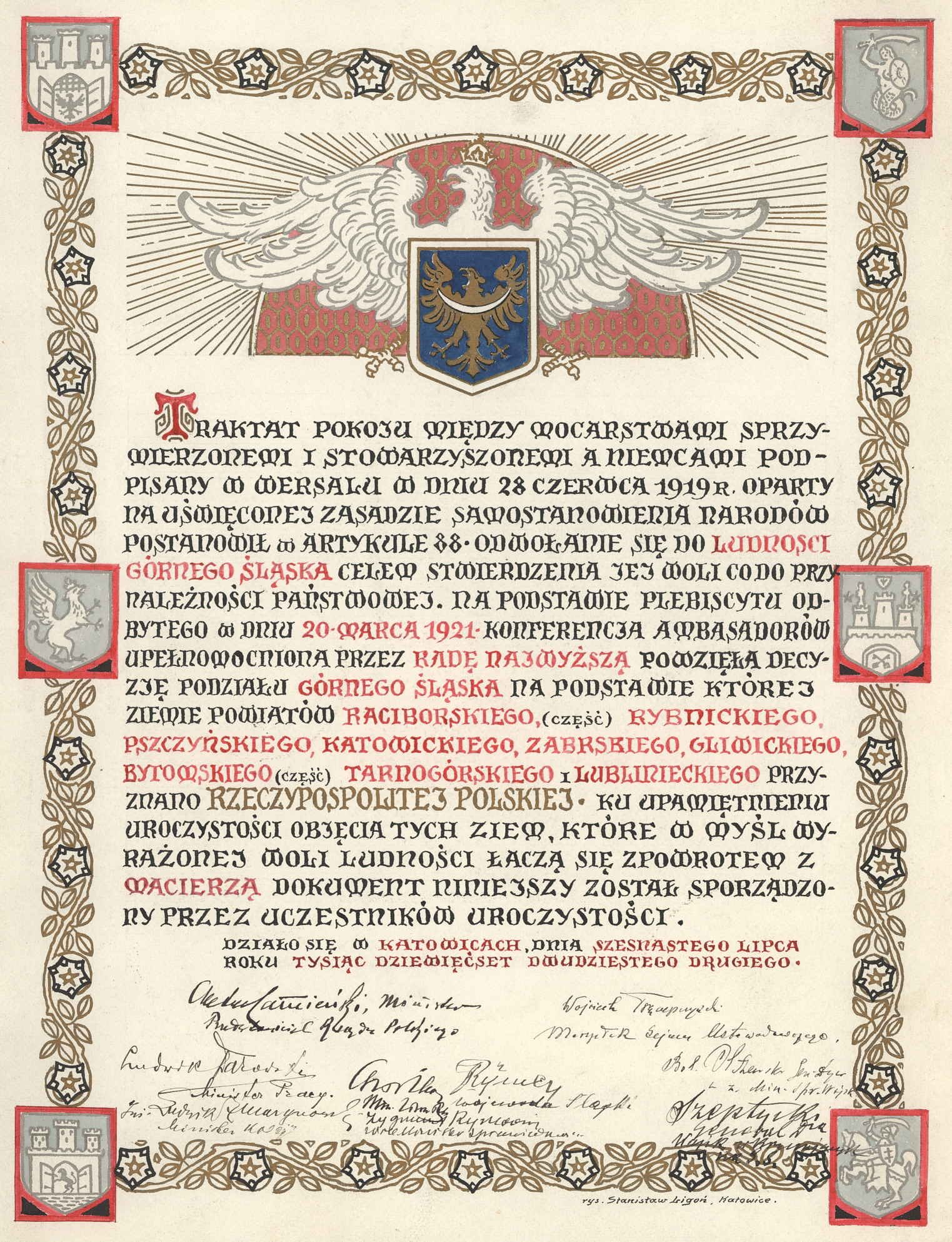
Wappen Oberschlesiens auf der Vereinigungsurkunde der Woiwodschaft Schlesien mit der Republik Polen von 1922
Wappen der polnischen Woiwodschaft Oppeln seit 1950
Wappen der polnischen Woiwodschaft Katowice vor 1998
Wappen der polnischen Woiwodschaft Schlesien seit 1999
Wappen des polnischen Landkreises Cieszyn seit 1999
Wappen der historischen Landschaft Teschener Schlesien seit 1989
Wappen des Landkreises Opole seit 2002
Wappen von Opole seit dem 13. Jahrhundert
Wappen von Gliwice seit 1596
Wappen von Bytom seit 1886
Wappen von Chorzów seit 1938
Wappen von Karviná seit 1993
Wappen von Ruda Śląska seit 1998
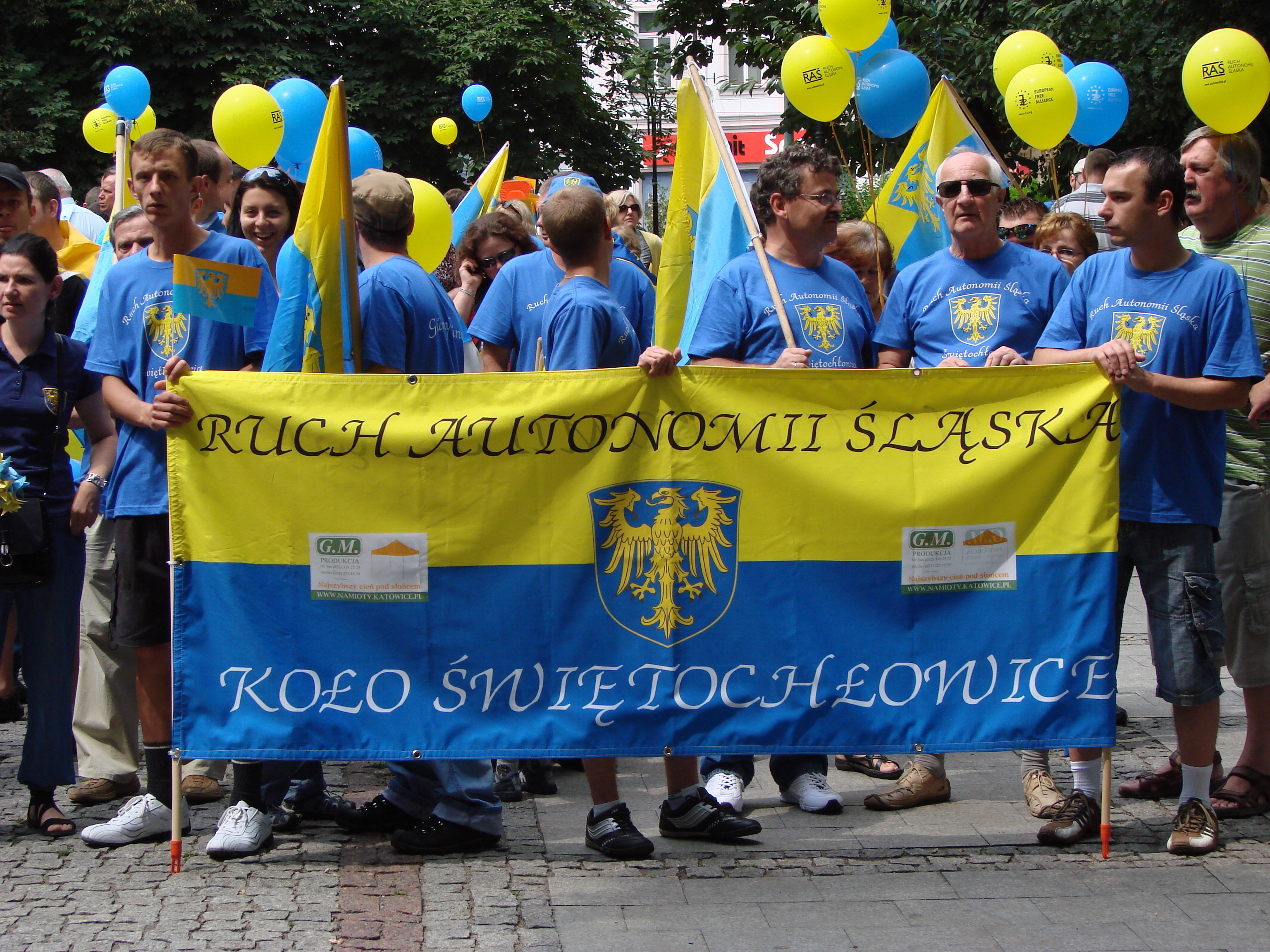
Wappen auf einer Flagge der Bewegung für die Autonomie Schlesiens von 2011